# Bulbophyllum ovatum
Bulbophyllum ovatum là một loài phong lan thuộc chi Bulbophyllum.